# امیلیانو رودریگس
امیلیانو رودریگس (اسپانیایی: Emiliano Rodríguez‎؛ زادهٔ ۱۰ ژوئن ۱۹۳۷) بازیکن بسکتبال اهل اسپانیا بود.
وی در مسابقات کشوری و بین‌المللی در مجموع برندهٔ ۲ مدال نقره شده‌است.